# 1679
| [ Edytuj tabelę ]              | |
| Król Polski                    | - 1674 Jan III Sobieski 1696 |
| Współksiążęta Andory           | - 1670 Pere de Copons i de Teixidor 1681 - 1643 Ludwik XIV 1715                                                                   |
| Król Anglii i Szkocji          | - 1660 Karol II 1685 |
| Elektor Bawarii                | - 1651 Ferdynand Maria 1679 - 1679 Maksymilian II Emanuel 1726                                                                    |
| Elektor Brandenburgii          | - 1640 Fryderyk Wilhelm 1688 |
| Sułtan Brunei                  | - 1673 Muhyiddin 1690 |
| Cesarz Chin                    | - 1661 Kangxi 1722 |
| Król Czech                     | - 1657 Leopold I Habsburg 1705 |
| Król Danii                     | - 1670 Chrystian V 1699 |
| Dalajlama                      | - 1617 Lobsang Gjaco 1682 |
| Cesarz Etiopii                 | - 1667 Jan I 1682 |
| Król Francji                   | - 1643 Ludwik XIV 1715 |
| Król Hiszpanii                 | - 1665 Karol II 1700 |
| Landgraf Hesji-Kassel          | - 1670 Karol I Heski 1730 |
| Stadhouder Holandii            | - 1672 Wilhelm III Orański 1702                                                                                                   |
| Szach Iranu                    | - 1666 Safi II 1694 |
| Państwo Wielkich Mogołów       | - 1658 Aurangzeb 1707 |
| Król Irlandii                  | - 1660 Karol II Stuart 1685 |
| Cesarz Japonii                 | - 1663 Reigen 1687 |
| Kalif                          | - 1648 Mehmed IV 1687 |
| Patriarcha Konstantynopola     | - 1676 Dionizy IV Muzułmanin 1679 - 1679 Atanazy IV 1679 - 1679 Jakub 1682                                                        |
| Władca Korei                   | - 1674 Sukjong 1720 |
| Książę Kurlandii i Semigalii   | - 1642 Jakub Kettler 1682 |
| Książę Liechtensteinu          | - 1627 Karol Euzebiusz 1684 |
| Sułtan Maroka                  | - 1672 Maulaj Isma’il 1727 |
| Książę Monako                  | - 1662 Ludwik I 1702 |
| Król Nawarry                   | - 1643 Ludwik XIV 1710 |
| Król Norwegii                  | - 1670 Chrystian V 1699 |
| Sułtan Omanu                   | - 1649 Sultan I ibn Sajf 1688 |
| Elektor Palatynatu             | - 1648 Karol I Ludwik 1680 |
| Papież                         | - 1676 Innocenty XI 1689 |
| Książę Parmy i Piacenzy        | - 1646 Ranuccio II 1694 |
| Król Portugalii                | - 1656 Alfons VI 1683 |
| Książę w Prusach               | - 1640 Fryderyk Wilhelm Wielki Elektor 1688                                                                                       |
| Car Rosji                      | - 1676 Fiodor III 1682 |
| Cesarz Rzymski (niemiecki)     | - 1658 Leopold I Habsburg 1705 |
| Kapitanowie Regenci San Marino | - 1678 Ottavio Giannini Alfonso Tosini 1679 - 1679 Francesco Maccioni Francesco Loli 1679 - 1679 Carlo Tosini Lorenzo Giangi 1680 |
| Elektor Saksonii               | - 1656 Jan Jerzy II Wettyn 1680                                                                                                   |
| Król Szwecji                   | - 1660 Karol XI 1697 |
| Król Tajlandii                 | - 1656 Narai 1688 |
| Sułtan Turków                  | - 1648 Mehmed IV 1687 |
| Doża Wenecji                   | - 1676 Alvise Contarini 1683 |
| Król Węgier                    | - 1655 Leopold I 1705 |
| Książęta Wirtembergii          | - 1677 Eberhard Ludwik 1733 |

Rok 1679 / MDCLXXIX
stulecia: XVI wiek ~
XVII wiek ~
XVIII wiek

lata: 1669 «
1674 «
1675 «
1676 «
1677 «
1678 «
1679
» 1680
» 1681
» 1682
» 1683
» 1684
» 1689

## Wydarzenia w Polsce
- 12 marca – król Jan III Sobieski nadał Tatarom wsie w trzech ekonomiach królewskich - brzeskiej, kobryńskiej i grodzieńskiej.
- kwiecień - zakończenie Sejmu odbywającego się w Grodnie.
- 26 września – Gdańsk: pożar zniszczył dom i obserwatorium Jana Heweliusza.

- Krzysztof Grzymułtowski został wojewodą poznańskim.

## Wydarzenia na świecie
- 24 stycznia – Karol II Stuart rozwiązał angielski parlament.
- 26 stycznia – wojna Francji z koalicją: Francja i Szwecja podpisały traktat pokojowy z Cesarstwem, w którym Francuzi uzyskali potwierdzenie swych praw do Alzacji i Lotaryngii.
- 27 maja – w Anglii wydano ustawę Habeas Corpus Act, która zakazywała organom państwa aresztowania obywatela bez zgody sądu.
- 1 czerwca – zwycięstwo szkockich powstańców w bitwie pod Drumclog.
- 29 czerwca – król Francji Ludwik XIV oraz elektor brandenburski i książę pruski Fryderyk Wilhelm I podpisali traktat sojuszniczy.
- 12 lipca – król Anglii Karol II Stuart zatwierdził uchwalony przez parlament Habeas Corpus Act, gwarantujący w kraju wolności osobiste.
- 7 sierpnia – René-Robert Cavelier de La Salle na zbudowanym na rzece Niagara statku wyruszył w stronę Wielkich Jezior w poszukiwaniu Przejścia Północno-Zachodniego.
- 26 września – w Lund został zawarty traktat pokojowy kończący wojnę duńsko-szwedzką.
- 2 października – w Nijmegen zawarto pokój holendersko-szwedzki.

## Urodzili się
- 17 stycznia – Karol III Wilhelm, margrabia Badenii-Durlach (zm. 1738)
- 24 stycznia – Christian Wolff, niemiecki filozof, matematyk i prawnik, profesor na Uniwersytecie w Halle (zm. 1754)
- 27 stycznia – Jean-François de Troy, francuski malarz rokokowy i twórca tapiserii (zm. 1752)
- 7 marca – Carl Gyllenborg, szwedzki polityk, dyplomata, ambasador (zm. 1746)
- 7 sierpnia – Benedetto Erba Odescalchi, włoski kardynał, arcybiskup Mediolanu, arcybiskup tytularny Salonik, nuncjusz apostolski w Polsce (zm. 1740)
- 11 września – Leopold I Józef, książę Lotaryngii, książę cieszyński, syn Karola V Lotaryńskiego (zm. 1729)
- 8 października – Johann Michael von Althann, austriacki arystokrata i polityk, faworyt cesarza Karola VI Habsburga (zm. 1722)
- 13 października – Magdalena Augusta Anhalt-Zerbst, księżna Sachsen-Gotha-Altenburg (zm. 1740)
- 20 października
  - Franciszek Antoni Kobielski, polski duchowny katolicki, biskup pomocniczy włocławski (zm. 1755)
  - Samuel von Cocceji, baron, prawnik niemiecki (zm. 1755)

- data dzienna nieznana: 
  - Jean-Baptiste Alexandre Le Blond, francuski architekt i projektant ogrodów (zm. 1719)

## Zmarli
- 24 stycznia – Wilhelm Ireland, angielski jezuita, męczennik, błogosławiony katolicki (ur. 1636)
- 3 lutego – Jan Steen, niderlandzki malarz (ur. ok. 1626)
- 5 lutego – Joost van den Vondel, niderlandzki poeta i dramatopisarz (ur. 1587)
- 25 kwietnia – Andrzej Maksymilian Fredro, polski polityk, kasztelan lwowski, starosta krośnieński, wojewoda podolski, senator, poseł i marszałek sejmu (ur. ok. 1620)
- 9 maja – Tomasz Pickering, angielski benedyktyn, męczennik, błogosławiony katolicki (ur. 1621)
- 26 czerwca – Łukasz Piotrowski, polski filolog
- 19 lipca – Jan Plessington, angielski duchowny katolicki, męczennik, święty (ur. 1637)
- 22 lipca:
  - Filip Evans, jezuita, męczennik, święty katolicki (ur. 1645)
  - Jan Lloyd, walijski duchowny katolicki, męczennik, święty (ur. ?)
- 12 sierpnia – Karol Meehan, irlandzki męczennik, błogosławiony (ur. po 1639)
- 22 sierpnia – Jan Kemble, walijski duchowny katolicki, męczennik (ur. 1599)
- 27 sierpnia – Dawid Lewis, angielski jezuita, męczennik, święty katolicki (ur. 1617)
- 20 grudnia – Mauritz Johan von Nassau-Siegen, holenderski gubernator generalny holenderskiej Brazylii, książę Nassau (ur. 1604)
- 28 grudnia – Andrzej Trzebicki, polski duchowny katolicki, biskup krakowski i przemyski, podkanclerzy koronny (ur. 1607)
- 30 grudnia – Petra Krügers ze Skarychowa, ostatnia osądzona i spalona na stosie; na podstawie źródeł inwentarza Zespołu Akt Kapituły Kamieńskiej z lat 1478-1823 (rozdział XXI, zatytułowanym „Judicalia”, pod pozycją 544.) zmarła w wyniku przeprowadzonego procesu Kapituły Katedralnej Kamieńska[1].

## Święta ruchome
- Tłusty czwartek: 9 lutego
- Ostatki: 14 lutego
- Popielec: 15 lutego
- Niedziela Palmowa: 26 marca
- Wielki Czwartek: 30 marca
- Wielki Piątek: 31 marca
- Wielka Sobota: 1 kwietnia
- Wielkanoc: 2 kwietnia
- Poniedziałek Wielkanocny: 3 kwietnia
- Wniebowstąpienie Pańskie: 11 maja
- Zesłanie Ducha Świętego: 21 maja
- Boże Ciało: 1 czerwca